# 1977년 오리콘 1위 싱글 목록
일본에서 한 주간 가장 많이 팔린 싱글은 오리콘 주간 차트에 실리며, 이 차트는 오리콘이 발행하는 잡지 《오리스타》에 개제된다. 판매량은 한 주 동안의 각 싱글의 판매량을 기준으로 오리콘이 종합한다.

## 차트 기록
| 발행일    | 싱글                 | 가수                     | 참고                                                   |
| --------- | -------------------- | ------------------------ | ------------------------------------------------------ |
| 1월 3일   | 「北の宿から」       | 미야코 하루미            |                                                        |
| 1월 10일  | (미발표)             | (미발표)                 |                                                        |
| 1월 17일  | 「青春時代」         | 모리타 코이치와 톱갤런트 | 4주 연속, 1977년 1월 1위                               |
| 1월 24일  | 「青春時代」         | 모리타 코이치와 톱갤런트 | 4주 연속, 1977년 1월 1위                               |
| 1월 31일  | 「青春時代」         | 모리타 코이치와 톱갤런트 | 4주 연속, 1977년 1월 1위                               |
| 2월 7일   | 「青春時代」         | 모리타 코이치와 톱갤런트 | 4주 연속, 1977년 1월 1위                               |
| 2월 14일  | 「S・O・S」          | 핑크 레이디              | 1977년 2월 1위                                         |
| 2월 21일  | 「失恋レストラン」   | 시미즈 켄타로            | 5주 연속, 1977년 3월 1위                               |
| 2월 28일  | 「失恋レストラン」   | 시미즈 켄타로            | 5주 연속, 1977년 3월 1위                               |
| 3월 7일   | 「失恋レストラン」   | 시미즈 켄타로            | 5주 연속, 1977년 3월 1위                               |
| 3월 14일  | 「失恋レストラン」   | 시미즈 켄타로            | 5주 연속, 1977년 3월 1위                               |
| 3월 21일  | 「失恋レストラン」   | 시미즈 켄타로            | 5주 연속, 1977년 3월 1위                               |
| 3월 28일  | 「カルメン'77」      | 핑크 레이디              | 5주 연속, 1977년 4월 1위                               |
| 4월 4일   | 「カルメン'77」      | 핑크 레이디              | 5주 연속, 1977년 4월 1위                               |
| 4월 11일  | 「カルメン'77」      | 핑크 레이디              | 5주 연속, 1977년 4월 1위                               |
| 4월 18일  | 「カルメン'77」      | 핑크 레이디              | 5주 연속, 1977년 4월 1위                               |
| 4월 25일  | 「カルメン'77」      | 핑크 레이디              | 5주 연속, 1977년 4월 1위                               |
| 5월 2일   | 「帰らない/恋人よ」  | 시미즈 켄타로            | 2주 연속                                               |
| 5월 9일   | 「帰らない/恋人よ」  | 시미즈 켄타로            | 2주 연속                                               |
| 5월 16일  | 「夢先案内人」       | 야마구치 모모에          | 1977년 5월 1위                                         |
| 5월 23일  | 「雨やどり」         | 사다 마사시              | 4주 연속, 1977년 6월 1위                               |
| 5월 30일  | 「雨やどり」         | 사다 마사시              | 4주 연속, 1977년 6월 1위                               |
| 6월 6일   | 「雨やどり」         | 사다 마사시              | 4주 연속, 1977년 6월 1위                               |
| 6월 13일  | 「雨やどり」         | 사다 마사시              | 4주 연속, 1977년 6월 1위                               |
| 6월 20일  | 「勝手にしやがれ」   | 사와다 켄지              | 1977년 7월 1위                                         |
| 6월 27일  | 「渚のシンドバッド」 | 핑크 레이디              | 3주 연속 1977년 1위 1977년 8월·9월 1위                 |
| 7월 4일   | 「渚のシンドバッド」 | 핑크 레이디              | 3주 연속 1977년 1위 1977년 8월·9월 1위                 |
| 7월 11일  | 「渚のシンドバッド」 | 핑크 레이디              | 3주 연속 1977년 1위 1977년 8월·9월 1위                 |
| 7월 18일  | 「勝手にしやがれ」   | 사와다 켄지              | 4주 연속, 통산 5주                                     |
| 7월 25일  | 「勝手にしやがれ」   | 사와다 켄지              | 4주 연속, 통산 5주                                     |
| 8월 1일   | 「勝手にしやがれ」   | 사와다 켄지              | 4주 연속, 통산 5주                                     |
| 8월 8일   | 「勝手にしやがれ」   | 사와다 켄지              | 4주 연속, 통산 5주                                     |
| 8월 15일  | 「渚のシンドバッド」 | 핑크 레이디              | 5주 연속, 통산 8주                                     |
| 8월 22일  | 「渚のシンドバッド」 | 핑크 레이디              | 5주 연속, 통산 8주                                     |
| 8월 29일  | 「渚のシンドバッド」 | 핑크 레이디              | 5주 연속, 통산 8주                                     |
| 9월 5일   | 「渚のシンドバッド」 | 핑크 레이디              | 5주 연속, 통산 8주                                     |
| 9월 12일  | 「渚のシンドバッド」 | 핑크 레이디              | 5주 연속, 통산 8주                                     |
| 9월 19일  | 「ウォンテッド」     | 핑크 레이디              | 12주 연속, 1977년 10월·11월 1위                        |
| 9월 26일  | 「ウォンテッド」     | 핑크 레이디              | 12주 연속, 1977년 10월·11월 1위                        |
| 10월 3일  | 「ウォンテッド」     | 핑크 레이디              | 12주 연속, 1977년 10월·11월 1위                        |
| 10월 10일 | 「ウォンテッド」     | 핑크 레이디              | 12주 연속, 1977년 10월·11월 1위                        |
| 10월 17일 | 「ウォンテッド」     | 핑크 레이디              | 12주 연속, 1977년 10월·11월 1위                        |
| 10월 24일 | 「ウォンテッド」     | 핑크 레이디              | 12주 연속, 1977년 10월·11월 1위                        |
| 10월 31일 | 「ウォンテッド」     | 핑크 레이디              | 12주 연속, 1977년 10월·11월 1위                        |
| 11월 7일  | 「ウォンテッド」     | 핑크 레이디              | 12주 연속, 1977년 10월·11월 1위                        |
| 11월 14일 | 「ウォンテッド」     | 핑크 레이디              | 12주 연속, 1977년 10월·11월 1위                        |
| 11월 21일 | 「ウォンテッド」     | 핑크 레이디              | 12주 연속, 1977년 10월·11월 1위                        |
| 11월 28일 | 「ウォンテッド」     | 핑크 레이디              | 12주 연속, 1977년 10월·11월 1위                        |
| 12월 5일  | 「ウォンテッド」     | 핑크 레이디              | 12주 연속, 1977년 10월·11월 1위                        |
| 12월 12일 | 「わかれうた」       | 나카지마 미유키          |                                                        |
| 12월 19일 | 「UFO」              | 핑크 레이디              | 9주 연속 1978년 1위 1977년 12월 1위 1978년 1월·2월 1위 |
| 12월 26일 | 「UFO」              | 핑크 레이디              | 9주 연속 1978년 1위 1977년 12월 1위 1978년 1월·2월 1위 |

## 연간 TOP 10
※ 집계: 1976년 12월 6일 - 1977년 11월 28일
- 1위: 핑크 레이디 「渚のシンドバッド」
- 2위: 모리타 코이치와 톱갤런트 「青春時代」
- 3위: 핑크 레이디 「ウォンテッド (指名手配)」
- 4위: 사와다 켄지 「勝手にしやがれ」
- 5위: 코바야시 아키라 「昔の名前で出ています」
- 6위: 사다 마사시 「雨やどり」
- 7위: 핑크 레이디 「カルメン'77」
- 8위: 핑크 레이디 「S・O・S」
- 9위: 시미즈 켄타로 「失恋レストラン」
- 10위: Hi-Fi Set 「フィーリング」